# 13 Pułk Piechoty (austro-węgierski)

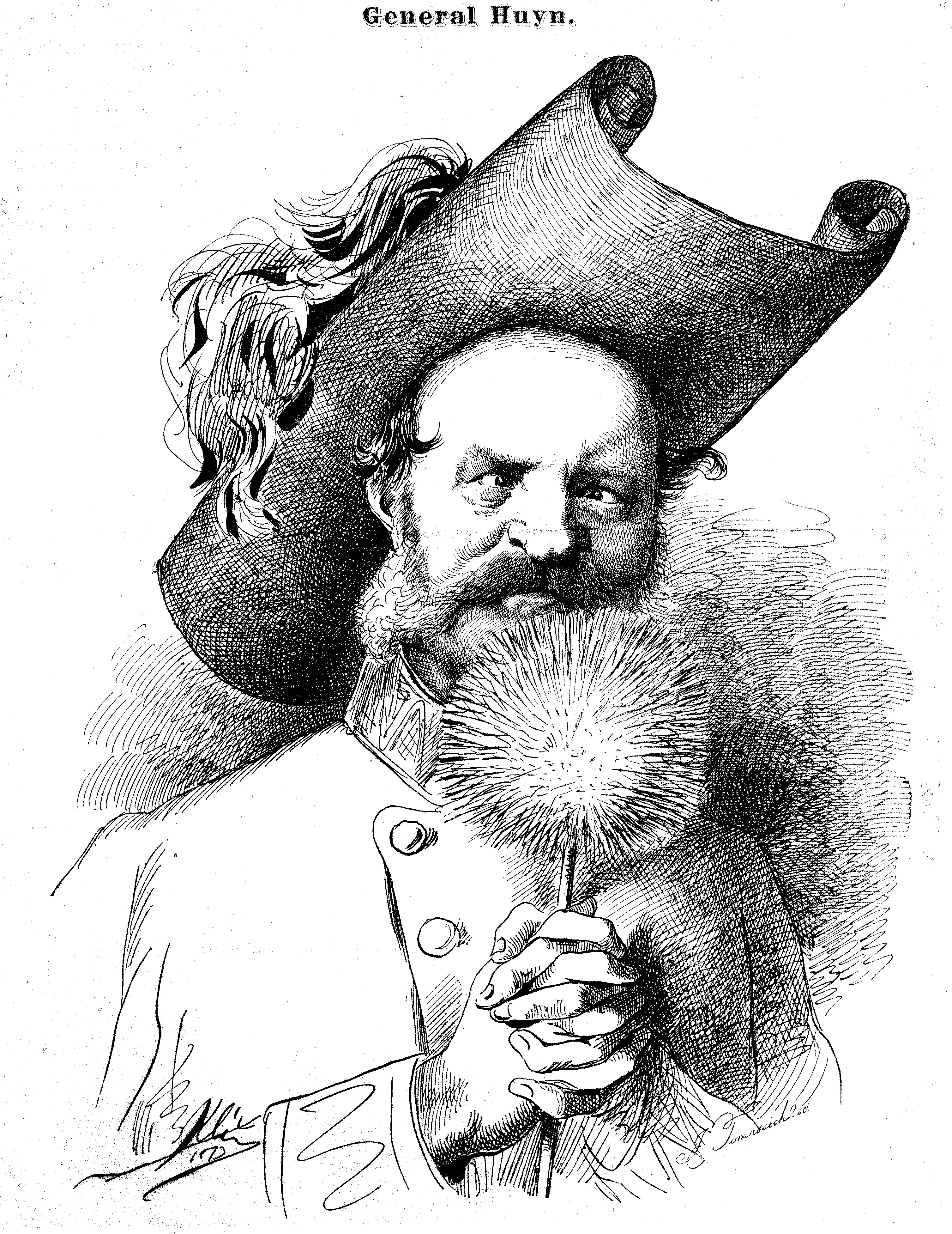
FZM Johann Huyn

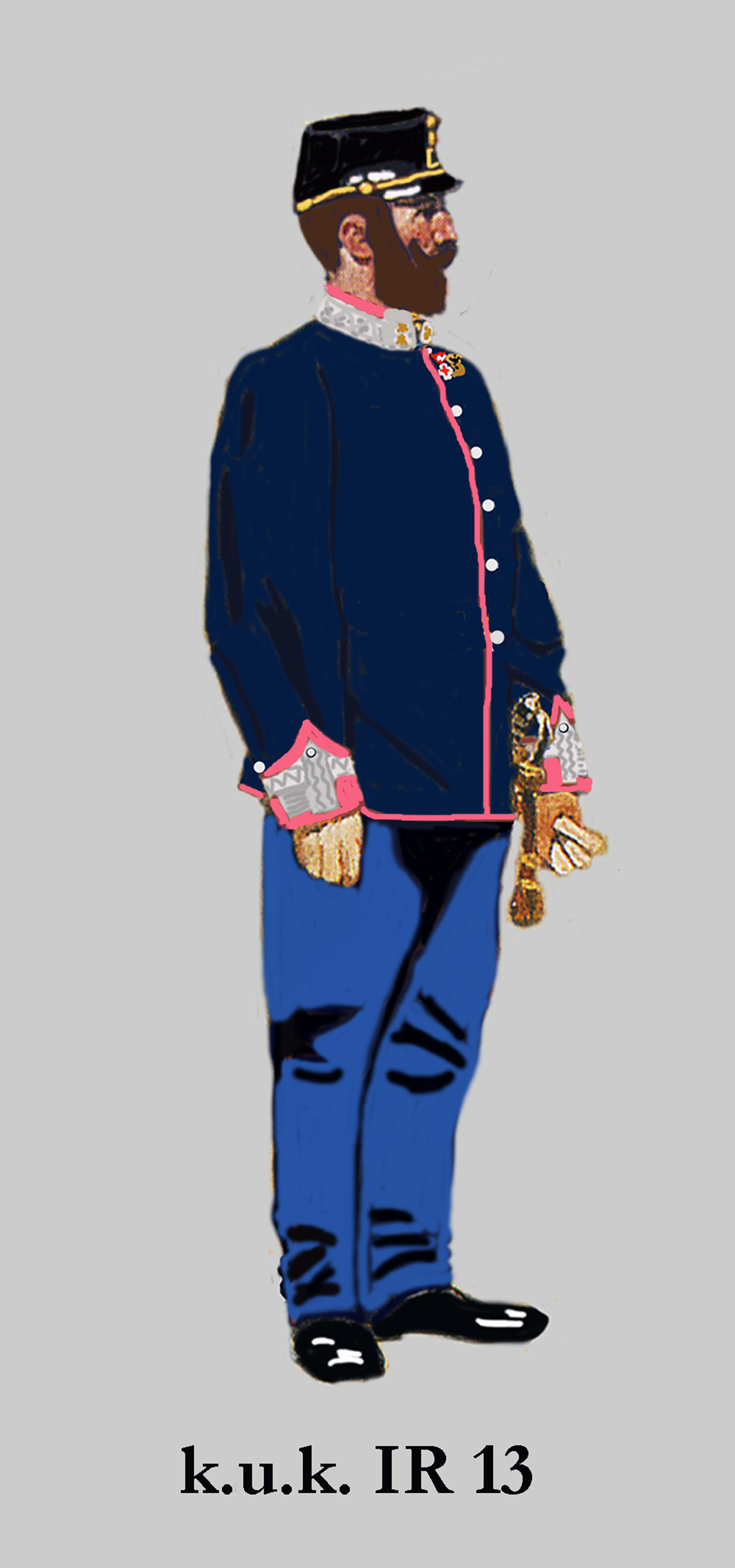
Nadporucznik IR. 13 w mundurze służbowym

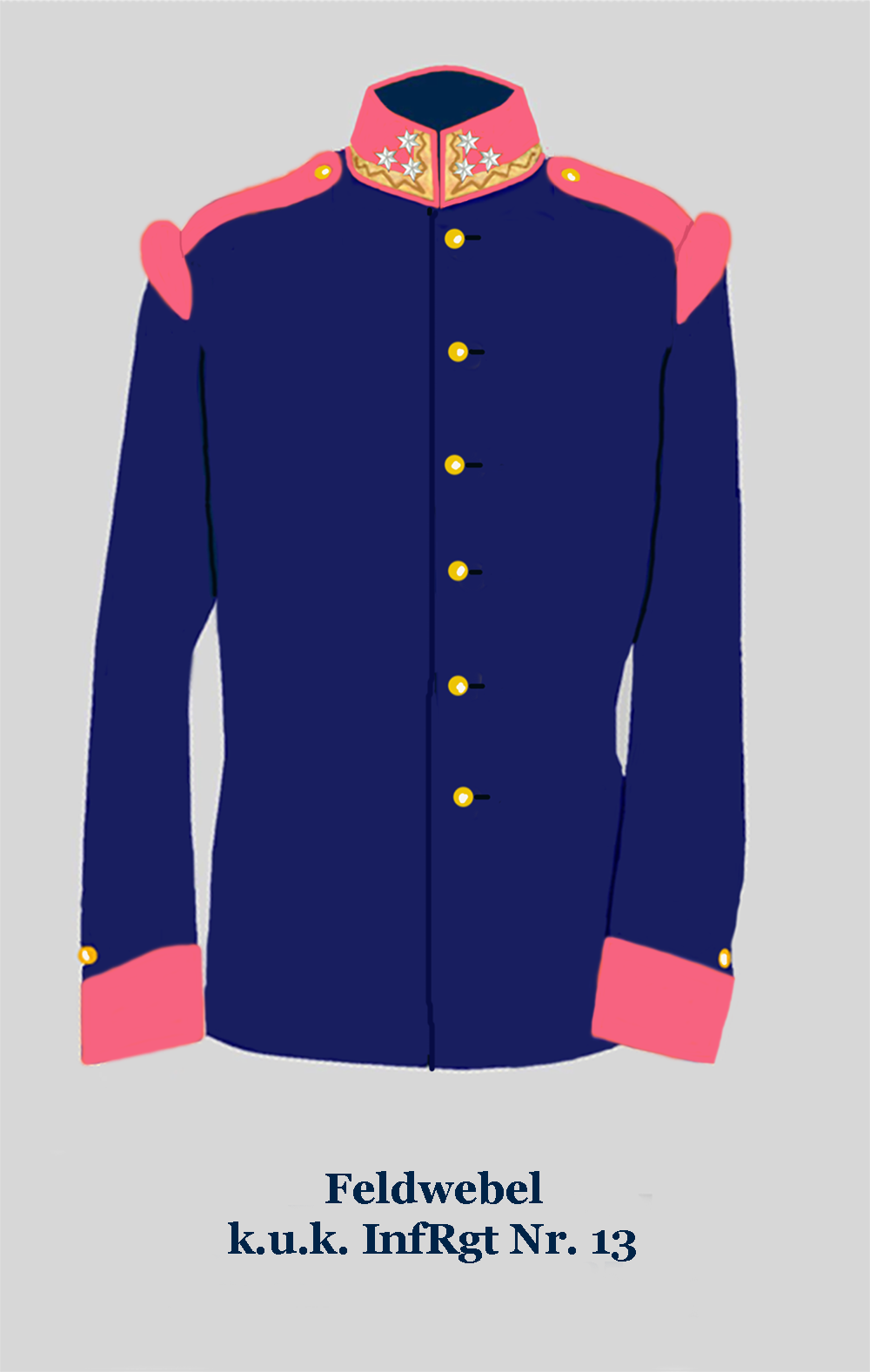
Kurtka munduru feldfebla IR. 13

Galicyjski Pułk Piechoty Nr 13 (IR. 13) – pułk piechoty cesarskiej i królewskiej armii, noszący wśród mieszkańców Królestwa Galicji i Lodomerii przydomek „Krakowskie Dzieci” .

## Historia pułku
Okręg uzupełnień nr 13 Kraków na terytorium 1 Korpusu.
Pułk został utworzony w 1814 roku. 
Kolejnymi szefami pułku byli:
- FML Joseph von Bamberg (1861 – †20 XI 1870),
- FZM Karl von Baltin(inne języki) (1871 – †5 X 1873),
- FZM Johann Carl Huyn(inne języki) (1873 – †1 IX 1889),
- Schmidt (1901–1904),
- Jung-Starhemberg (od 1904).

Kolory pułkowe: różowy (rosenrot), guziki złote.

## Dyslokacje
Dyslokacja w roku 1873: Dowództwo w Wiedniu, komenda uzupełnień oraz batalion zapasowy w Krakowie.
Dyslokacja w roku 1903: Dowództwo oraz bataliony I, II i III w Krakowie, IV batalion w Bielsku.
Dyslokacja w latach 1904–1908: Dowództwo oraz bataliony I, II i III w Krakowie, IV batalion w Niepołomicach.
Dyslokacja w roku 1909: Dowództwo oraz bataliony II, III i IV w Krakowie, I batalion w Mostarze.
Od 1867 do 1912 pułk przebywał w Krakowie i zyskał przydomek „krakowskich dzieci”.
Dyslokacja w latach 1912-1914: Dowództwo oraz bataliony II i III w Opawie (Troppau), II batalion w Bielsku, a IV batalion w Krakowie.
W 1914 roku pułk wchodził w skład 10 Brygady Piechoty należącej do 5 Dywizji Piechoty.
Był określany potocznie jako pułk „dzieci krakowskich”, a podczas I wojny światowej w jego szeregach funkcjonowała polska tajna organizacja niepodległościowa, utrzymującej kontakt organizacyjny z Legionami Polskimi (działali w niej m.in. oficerowie Jan Rudolf Gabryś, Michał Grażyński, Jan Hrebenda).

## Żołnierze
Komendanci pułku
- płk Victor von Panz (1873)
- płk Otto Meixner (1903–1904)
- płk Alfred Ritter von Raffay (1905–1908)
- płk Adolf Schmucker (1909–1910)
- płk Stanisław Grzywiński (1911–1912)
- płk Josef Krasser (1913–1914)

Oficerowie pułku
- płk Franciszek Saxl
- ppłk Józef Becker
- ppłk Antoni Capiński
- ppłk Leon Krakówka
- mjr Bolesław Kraupa
- kpt. Ernest Giżejewski
- por. Zygmunt Bierowski
- por. Jan Rudolf Gabryś
- por. Wilhelm Remer
- por. rez. Jan Korpak
- por. rez. Bronisław Nazimek
- por. rez. Jan Rój
- por. rez. Józef Ruciński
- por. rez. Alfons Thoman
- ppor. rez. Jan Hrebenda
- ppor. rez. Antoni Hyży
- ppor. rez. Stefan Kaczmarczyk
- ppor. rez. Karol Kurek
- ppor. Roman Matus
- ppor. rez. Franciszek Brożek
- ppor. rez. Ludwik Migdał
- ppor. rez. Stefan Popiel
- ppor. rez. Tadeusz Prauss
- ppor. rez. Kazimierz Suski de Rostwo
- ppor. rez. Stanisław Tondos
- ppor. rez. Stanisław Waradzyn
- chor. rez. Tadeusz Bukowski
- Ludwik Nazimek
- Jan Nepomucen Hock (wieloletni kapelmistrz pułku)[4]